# Oreille-de-Judas
Auricularia auricula-judae
Espèce
Auricularia auricula-judae, communément appelée Oreille-de-Judas, est une espèce de champignons basidiomycètes comestibles du genre Auricularia, dont la forme extérieure rappelle celle d'une oreille.
À l'état jeune, les sporophores sont gélatineux et cartilagineux. Ils deviennent ensuite plus fermes et se racornissent en séchant.

## Nomenclature et taxonomie

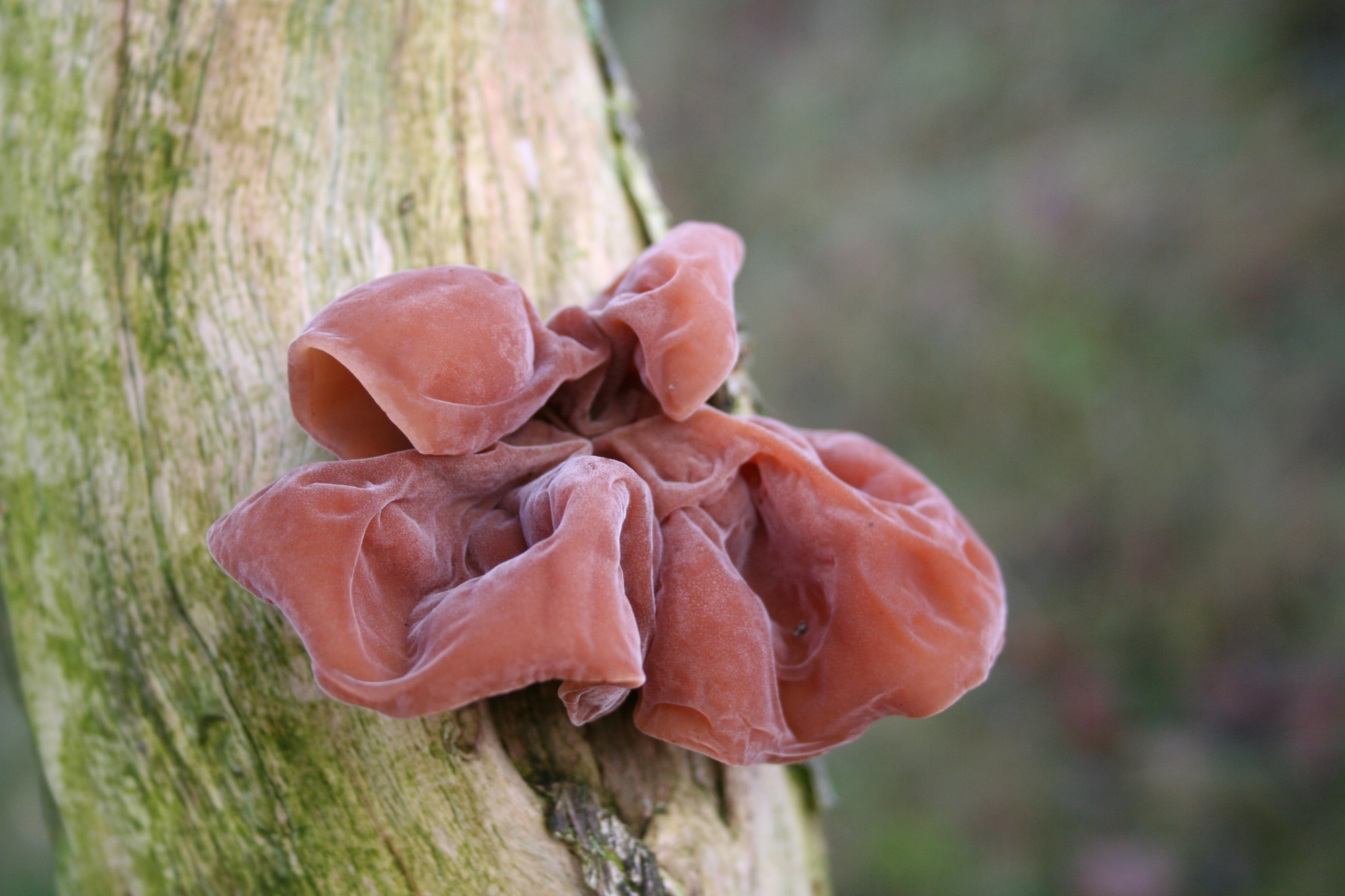
Oreille-de-Judas sur un tronc aux Pays-Bas.

L'espèce fut pour la première fois décrite en 1753 par Carl von Linné dans son Species plantarum sous le nom de Tremella auricula. Elle fut ensuite renommée Tremella auricula-judae en 1789 par Pierre Bulliard par traduction du nom vernaculaire oreille de Judas.
Le genre Tremella est maintenant réservé aux espèces fongiques qui vivent comme parasites sur d'autres champignons. En 1791, Bulliard a transféré l'espèce au genre Peziza. En 1822, Elias Magnus Fries transfère l'espèce à Exidia. En 1860, Miles Joseph Berkeley décrit l'espèce comme un membre de Hirneola, un genre décrit par Fries en 1848, aujourd'hui considéré comme synonyme de Auricularia.
L'espèce a reçu le nom Auricularia auricula-judae en 1888 par Joseph Schröter.
Auricula signifie en latin « oreille », et judae se rapporte à Judas Iscariote.

## Description du sporophore
L'oreille-de-Judas est un champignon sessile ou substipité de couleur brun-rose à pourprée, ridé à veiné, ayant la forme d'une petite coupe (de 0,5  à   5 cm de hauteur, de 3  à   8 cm de diamètre en moyenne, avec des extrêmes allant de 1  à   12 cm) avec une face inférieure généralement mate et une face supérieure (hyménium) luisante, lisse ou plus ou moins grossièrement ridée. Elle peut parfois presque prendre l'apparence d'une oreille humaine brun-rouge en s'avançant avec l'âge. La face externe, légèrement plus pâle et subtilement veloutée (furfuracée), peut être couverte d'un feutre de poils ou d'une pruine blanchâtre. 
Fixé sur le côté, il a une chair mince (de 0,8  à   1,2 cm d'épaisseur). Elle est translucide, gélatineuse, élastique et ferme, devenant plus coriace en vieillissant. Il appartient aux mycètes communément appelés « champignons en gelée », parmi lesquels on retrouve les Trémelles.

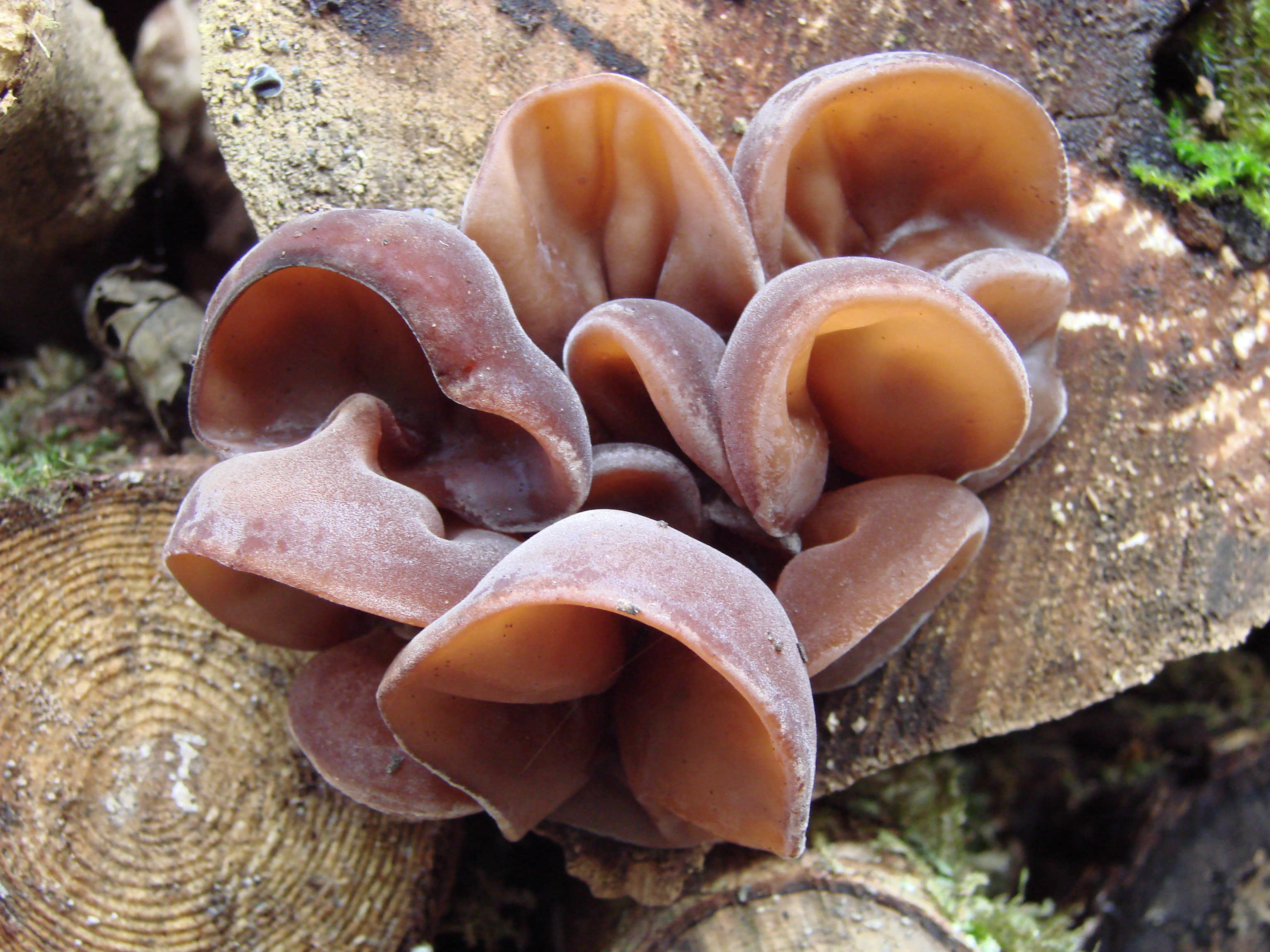
Jeunes oreilles-de-Judas.
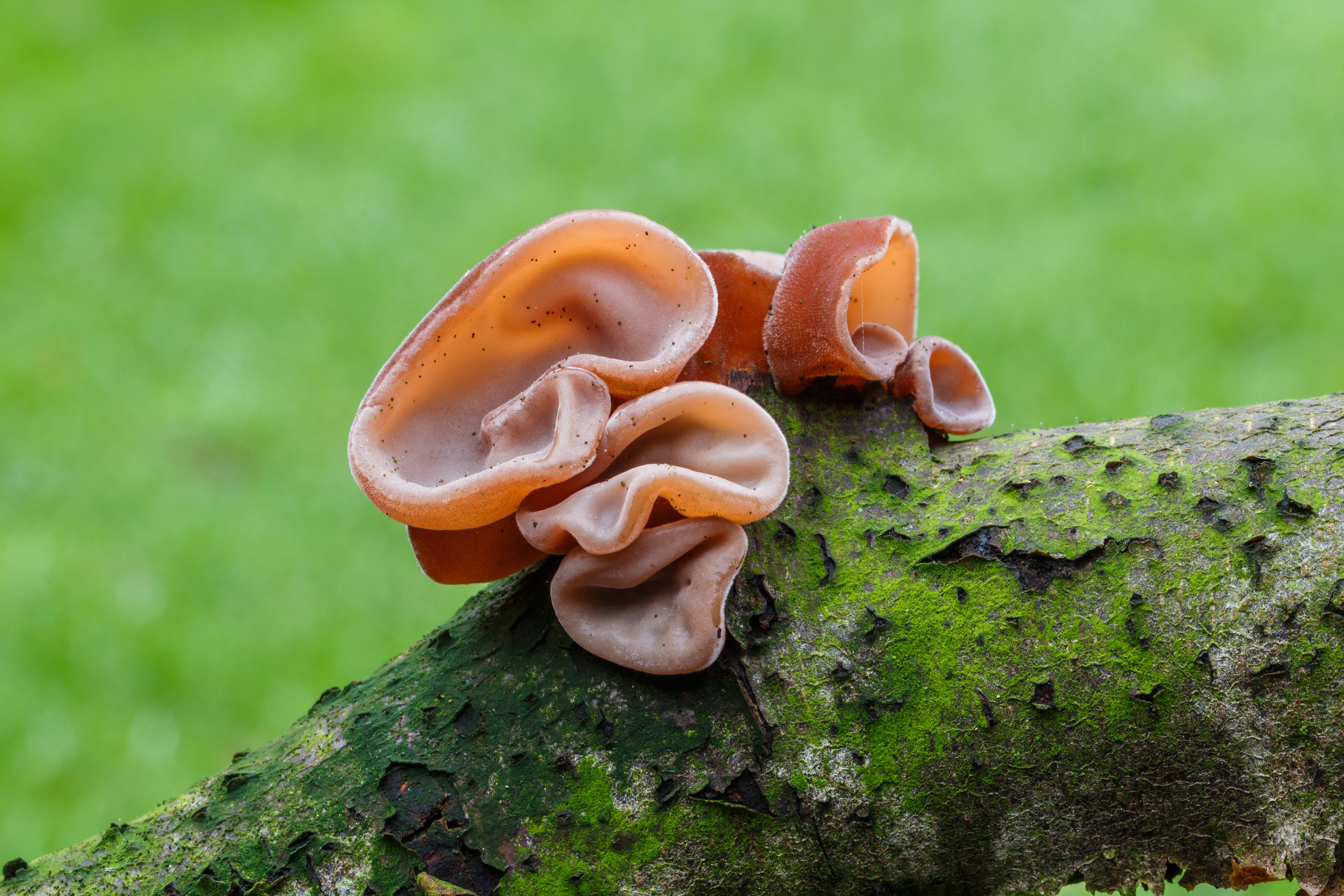
Une oreille-de-Judas sur une branche morte.
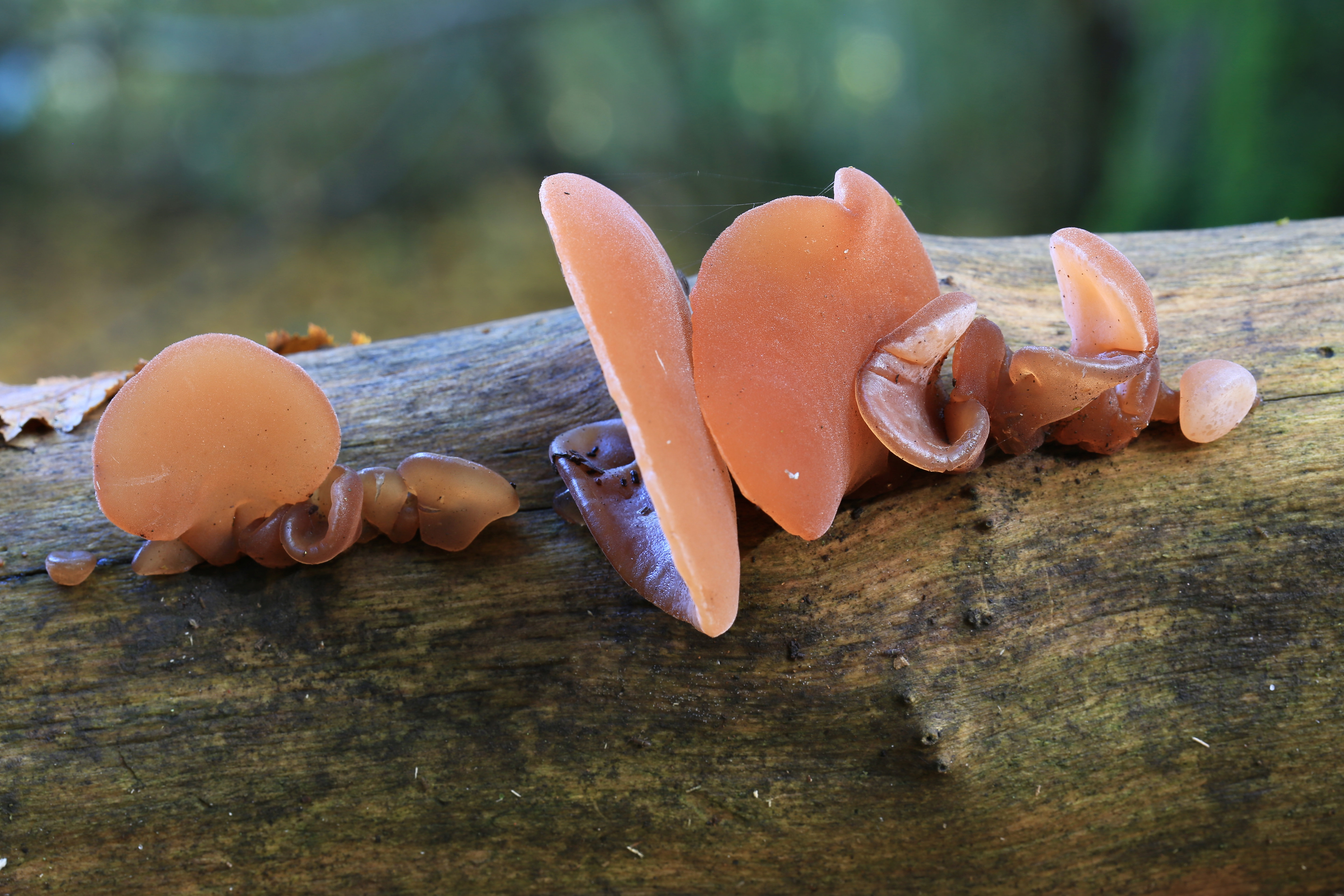
Oreille-de-Judas vers le borough londonien d'Enfield.
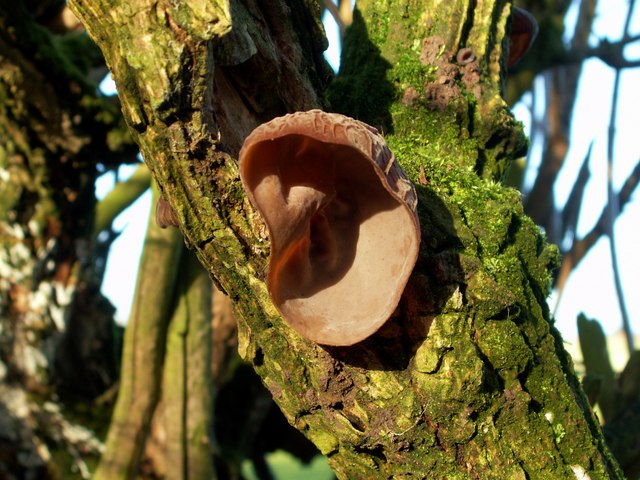
Oreille-de-Judas sur un arbre en Grande-Bretagne

Il pousse toute l'année sur les troncs de feuillus vivants ou morts avec une prédilection pour le sureau.

## Écologie
Ces champignons ont comme stratégie écologique la saprotrophie sur bois mort. Ils peuvent aussi être des agents de la pourriture fibreuse (appelée aussi pourriture blanche) sur les bois vivants, devenant des parasites des organes fragilisés de leur hôte.

## Utilisation

### Alimentation

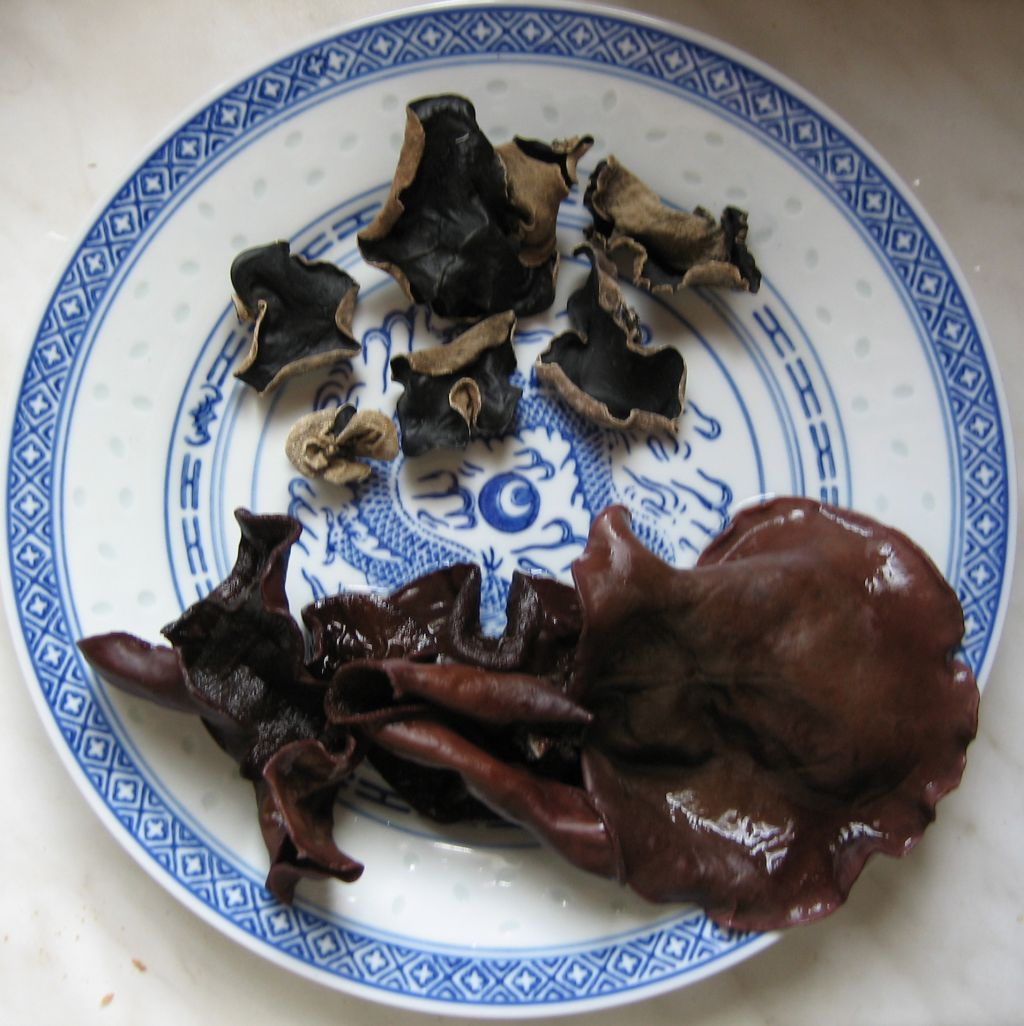
Les champignons noirs, une espèce de champignons proche de l'oreille-de-Judas, sont aussi utilisés dans la cuisine chinoise.

C'est un champignon comestible qui est utilisé cru et en salade (pour donner de la couleur car la chair est quasi insipide) mais aussi et surtout dans les sauces auxquelles il donne une onctuosité particulière. Une cuisson complète est recommandée car sa consommation cru présente une légère toxicité, l'élimination des molécules toxiques dans l'eau de cuisson n'étant que partielle.
Une espèce très proche, Auricularia polytricha, communément appelée « champignon noir » ou « morille chinoise », est très utilisée dans la gastronomie asiatique. Cultivée en Asie, l'oreille-de-Judas est exportée et vendue sèche sous le nom de « champignon noir chinois », source de confusion avec l'autre espèce.

#### Toxicité

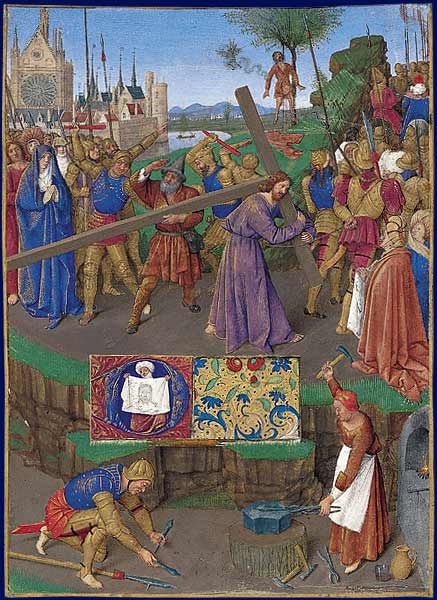
Différentes iconographies (ici le Portement de croix de Jean Fouquet, 1552-1560) montrent Judas pendu à un arbre, identifié parfois comme le sureau, plante parasitée par l'oreille de Judas (appelée aussi « oreille du juif »). L'oreille de Judas est ainsi entourée d'une aura maléfique.

L'oreille-de-Judas ne présente pas de toxicité particulière. Cependant, des cas de « syndrome de Szechwan » (une atteinte plaquettaire découverte par des dentistes intrigués par des saignements répétés chez des patients consommateurs réguliers de cuisine chinoise) ont été rapportés au début des années 1980 chez des personnes ayant consommé une grande quantité de champignons noirs (Auricularia polytricha, un champignon proche de l'oreille-de-Judas), mais d'autres facteurs ont pu jouer un rôle conjoint dans le déclenchement des hémorragies, et aucune suite n'a été donnée à cette constatation dans la littérature médicale.

### Dans la littérature
Il est question de ce champignon dans le roman Les Disparus de Dyfed de Peter Tremayne (p. 163).